# Sundeep Gulati
Sundeep Gulati ist ein indischer Poolbillardspieler.

## Karriere
Bei den 9-Ball-Weltmeisterschaften 2010 und 2011 schied Sundeep Gulati jeweils in der Vorrunde aus.
Im Juli 2013 erreichte er im Six-Red-Snooker-Wettbewerb der Asian Indoor & Martial Arts Games das Viertelfinale, unterlag dort aber dem Ägypter Omar al-Kojah mit 2:4.
Im Oktober desselben Jahres nahm er als Wildcard-Spieler an den Indian Open teil, schied aber bereits in der Wildcard-Runde gegen den Engländer Jeff Cundy aus.
Bei der 9-Ball-WM 2014 erreichte Galati die Finalrunde, unterlag jedoch in der Runde der letzten 64 dem Taiwaner Ko Pin-yi.
Im Februar 2015 schied er bei der 10-Ball-WM mit nur einem Sieg in der Vorrunde aus.
Mit der indischen Nationalmannschaft nahm Galati bislang zweimal an der Team-Weltmeisterschaft teil. Nachdem sie 2012 das Achtelfinale erreichte, und gegen den späteren Weltmeister Chinese Taipei verloren hatte, schied die Mannschaft 2014 bereits in der Vorrunde aus.